# Catocala lugens
Catocala lugens är en fjärilsart som beskrevs av Charles Oberthür. Catocala lugens ingår i släktet Catocala och familjen nattflyn. Inga underarter finns listade i Catalogue of Life.